# ANITA (calculatrice)
Pour les articles homonymes, voir ANITA.
 (octobre 2013).
Si vous disposez d'ouvrages ou d'articles de référence ou si vous connaissez des sites web de qualité traitant du thème abordé ici, merci de compléter l'article en donnant les références utiles à sa vérifiabilité et en les liant à la section « Notes et références ».

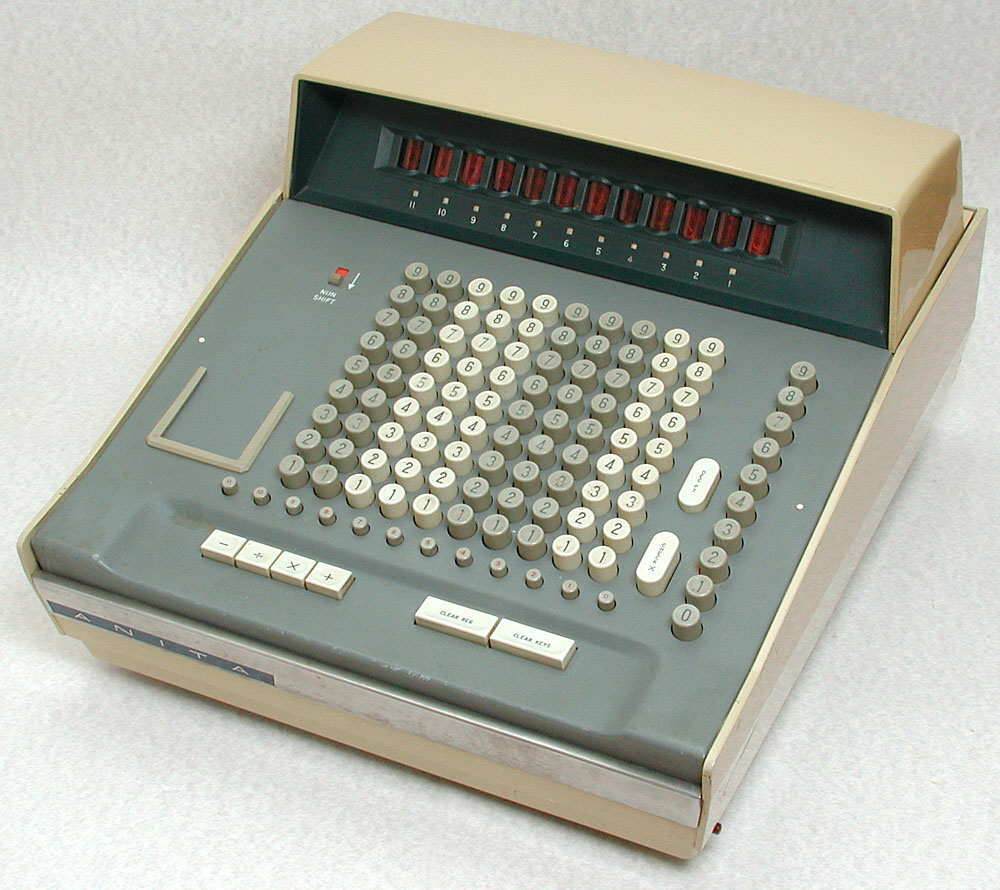
ANITA Mark VIII.

Les calculatrices ANITA Mark VII et ANITA Mark VIII sont les calculatrices de bureau entièrement électroniques dont la commercialisation est la plus ancienne. Elles furent commercialisées pour la première fois fin 1961,.
Conçues par la société Bell Punch (en), elles étaient vendues par sa filiale Sumlock Comptometer. Elles utilisaient des tubes à vide pour les calculs et des tubes Nixie pour l'affichage.

## Brevet
- GB patent 868,753 – Improvements in or relating to Calculating Machines – Norbert Kitz, Robert Milburn, Christopher Webb: Bell Punch Company Ltd., 1961 (première application 6 septembre 1956, déposé le 6 septembre 1957), - Machine à calculer de bureau à clé, à commande électronique, capable d'effectuer des additions, des soustractions, des multiplications et des divisions.
- (en) Brevet U.S. 3280315 - Key controlled decimal electronic calculating machine – Norbert Kitz: Bell Punch Company Ltd., 1966 (déposé le 29 décembre 1961), - Machine à calculer électromécanique et électronique  capable d'additionner, de soustraire, de multiplier et de diviser.